# Référendum constitutionnel birman de 2008
Un référendum constitutionnel a eu lieu en Birmanie en 2008.

## Contexte
La dernière constitution du pays à cette date, celle de 1974, avait été abolie en 1988 par le Conseil d'État pour la restauration de la loi et de l'ordre (la junte militaire) présidé par le général Saw Maung, auquel a succédé en avril 1992 le général Than Shwe. Le 9 avril 2008, le Conseil d'État pour la paix et le développement (dénomination de la junte après 1997) divulgue un projet de nouvelle constitution préparée par une commission gouvernementale. Présentée comme « une feuille de route vers la démocratie », elle sera soumise à référendum et entraînera des élections démocratiques multipartites fixées en 2010. Les commentateurs s'étonnent que ces élections soient annoncées avant même la tenue du référendum. L'opposition ne voit dans ces annonces qu'une tentative de redorer le blason d'un régime qui a écrasé les 
manifestations de l'été et l'automne 2007.

## La constitution de 2008
Le texte du projet a été publié un mois avant le référendum, mais toute personne souhaitant le consulter devait l'acheter, « à un prix trop élevé pour une grande majorité de la population », si bien que la plupart des électeurs ont voté sur un texte qu'ils n'ont pas pu lire.
Le texte du projet de constitution indique la nouvelle dénomination officielle du régime : la République de l'Union du Myanmar (chapitre I, 2). Le pays est découpé en sept régions et sept États (chapitre II, 49), ce dernier terme étant appliqué aux régions habitées par diverses nationalités non birmanes (multi-National races).
La capitale de l'Union est Nay Pyi Daw, placée sous administration directe du président (chapitre II, 50). Celui-ci, âgé d'un minimum de 45 ans, doit avoir résidé depuis 20 ans au moins dans le pays et avoir pour parents deux nationaux nés au Myanmar (chapitre III, 59).
Le pouvoir législatif repose sur un système bicaméral, le Pyidaungsu Hluttaw (birman : ပြည်ထောင်စု လွှတ်တော်) ou Assemblée de l'Union, étant composé de l'Amyotha Hluttaw (အမျိုးသားလွှတ်တော် ou Assemblée des Nationalités) et du Pyithu Hluttaw (ပြည်သူ့ လွှတ်တော် ou Assemblée du Peuple). La première comporte 224 membres dont un maximum de 56 militaires nommés par le Commandant en chef de la Défense et les autres membres élus par les Régions et États (12 chacun) ; la seconde est composée de 440 membres dont un maximum de 110 militaires désignés ; les autres sont les députés élus pour cinq ans (chapitre IV, 39). Chaque région ou État est également dotée d'une Assemblée élue selon les mêmes principes. La Constitution prévoit des élections démocratiques en 2010.
Aucune personne subissant une condamnation ne pourra être candidate, ce qui, font remarquer les observateurs, interdira aux prisonniers politiques d'y prendre part (chapitre IX, 392). Une personne ayant été mariée à un étranger, telle Aung San Suu Kyi, ne pourra devenir président (Chapitre III,59 f).

## Le référendum
Un référendum pour la validation de réformes constitutionnelles s'est en effet tenu au Myanmar le 10 mai 2008 (bien que certains électeurs n'aient voté que le 24 mai),, à la suite d'une décision du Conseil d'État pour la restauration de la Loi et de l'Ordre (la junte militaire) en février. Une commission fut établie le 26 février 2008 pour assurer la tenue du référendum. Le texte du projet fut publié un mois avant le référendum, mais toute personne souhaitant le consulter devait l'acheter, « à un prix trop élevé pour une grande majorité de la population » selon France 24, qui note que la plupart des électeurs ont donc voté sur un texte qu'ils n'ont pas pu lire.
Officiellement, la consultation devait se faire à bulletin secret, et les voix devaient être comptées en public pour prouver la légitimité du résultat. Il s'agissait de la première consultation au Myanmar depuis les élections législatives de 1990, dont les résultats avaient été ignorés par le régime militaire.
La Ligue nationale pour la démocratie a appelé la population à voter « non » lors du référendum, affirmant que la nouvelle Constitution ne ferait que renforcer le pouvoir des autorités militaires. Le gouvernement militaire a affirmé, pour sa part, que la nouvelle Constitution établirait « une démocratie où fleurit la discipline ».
La Birmanie a été frappée huit jours avant le référendum par le Cyclone Nargis, qui a tué plus de 32 000 personnes et en a fait disparaître plus de 30 000 d'après le gouvernement birman, et plus de 220 000 d'après un bilan provisoire de l'ONU. La tenue de l'élection fut reportée de deux semaines dans les zones ravagées par le cyclone, mais se tint le 10 mai comme prévu dans le reste du pays - malgré les recommandations des Nations unies et d'Aung San Suu Kyi, qui demandaient à la junte de reporter la consultation et de se concentrer sur l'aide aux victimes,. Un électeur interviewé par la BBC affirma que les officiels présents dans les bureaux de vote disaient aux électeurs de voter « oui ». Un correspondant d'Al Jazeera affirma que les électeurs subissaient une « intimidation » de la part des militaires.

## Résultats
Bien que la consultation ne dût se clore qu'après le scrutin du 24 mai, les autorités birmanes annoncèrent les résultats officiels après celui du 10 mai.
Selon la commission électorale birmane, le taux de participation le 10 mai a été de 99,07 %, et 92,4 % des électeurs ont voté en faveur du projet constitutionnel,.
Après le scrutin du 24 mai, les autorités annoncèrent que le « oui » avait remporté le référendum avec 92,48 % des voix, contre 6,10 % de « non » et 1,42 % de bulletins nuls. Le taux de participation fut officiellement de 98,12 %. Le projet de réforme constitutionnelle fut donc adopté.

Nouvelles armoiries de la Birmanie adoptées après le référendum.

| résultat       | voix       | %       |
| -------------- | ---------- | ------- |
| « Oui »        | 24 764 124 | 92,48 % |
| « Non »        | 1 631 712  | 6,10 %  |
| Bulletins nuls | 380 839    | 1,42 %  |